# Chiến tranh Bán đảo
Chiến tranh Bán đảo  (1807-1814) là một cuộc xung đột quân sự giữa đế chế của Napoleon và Bourbon Tây Ban Nha (với Vương quốc Liên hiệp Anh và Ireland liên minh với Vương quốc Bồ Đào Nha), để kiểm soát Bán đảo Iberia trong Chiến tranh Napoleon. Cuộc chiến bắt đầu khi quân đội Pháp và Tây Ban Nha xâm chiếm và chiếm đóng Bồ Đào Nha vào năm 1807, và leo thang vào năm 1808 khi Pháp khai chiến với Tây Ban Nha, nước trước đây là đồng minh của họ. Cuộc chiến trên bán đảo kéo dài cho đến khi Liên minh thứ sáu đánh bại Napoléon năm 1814, và được coi là một trong những cuộc chiến tranh giải phóng dân tộc đầu tiên, có ý nghĩa đối với sự xuất hiện của chiến tranh du kích quy mô lớn.
Chiến tranh Bán đảo trùng lặp với những gì thế giới nói tiếng Tây Ban Nha gọi là Guerra de la Independencia Española (Chiến tranh Độc lập Tây Ban Nha), bắt đầu với Cuộc nổi dậy Dos de Mayo vào ngày 2 tháng 5 năm 1808 và kết thúc vào ngày 17 tháng 4 năm 1814. Sự chiếm đóng của Pháp đã phá hủy chính quyền Tây Ban Nha, mà phân tán thành các hội đồng chiến binh cấp tỉnh bất đồng với nhau. Giai đoạn lịch sử này là sự kiện đẫm máu nhất trong lịch sử hiện đại của Tây Ban Nha, gấp đôi lượng người chết so với Nội chiến Tây Ban Nha.
Một chính phủ quốc gia được tái lập, Cortes of Cádiz Giin có hiệu lực là một chính phủ lưu vong ở Cádiz vào năm 1810, nhưng không thể huy động quân đội hiệu quả vì bị bao vây bởi 70.000 quân Pháp. Các lực lượng Anh và Bồ Đào Nha cuối cùng đã chiếm được Bồ Đào Nha, sử dụng nó như một vị trí an toàn để từ đó tiến hành các chiến dịch chống lại quân đội Pháp và cung cấp bất kỳ nguồn cung cấp nào họ có thể có cho Tây Ban Nha, trong khi quân đội và du kích Tây Ban Nha vây chặt số lượng lớn quân đội của Napoleon. Những lực lượng đồng minh kết hợp thường xuyên và bất thường này, bằng cách hạn chế sự kiểm soát lãnh thổ của Pháp, đã ngăn các Thống chế của Napoleon bình định các tỉnh nổi loạn của Tây Ban Nha, và cuộc chiến kéo dài qua nhiều năm bế tắc.
Quân đội Anh, dưới quyền Tướng Sir Arthur Wellesley, sau này là Công tước 1 của Wellington, bảo vệ Bồ Đào Nha và vận động chống Pháp ở Tây Ban Nha cùng với quân đội Bồ Đào Nha cải cách. Quân đội Bồ Đào Nha bị mất tinh thần được tổ chức lại và trang bị lại dưới sự chỉ huy của tướng William Beresford, người đã được bổ nhiệm làm tổng tư lệnh các lực lượng Bồ Đào Nha bởi hoàng gia Bồ Đào Nha lưu vong, và chiến đấu như một phần của Quân đội Anh-Bồ Đào Nha dưới thời Wellesley.
Năm 1812, khi Napoléon khai chiến với một đội quân đông đảo mà sau này được coi là một cuộc xâm lược thất bại thảm khốc của Pháp tấn công nước Nga, một đội quân đồng minh dưới quyền Wellesley đã tấn công Tây Ban Nha, đánh bại quân Pháp tại Salamanca và chiếm Madrid. Vào năm sau, Wellington đã giành chiến thắng quyết định trước quân đội của Vua Joseph Bonaparte trong Trận chiến Vitoria. Bị quân đội Anh, Tây Ban Nha và Bồ Đào Nha truy kích, Thống chế Jean-de-Dieu Soult không còn có thể nhận được sự hỗ trợ đầy đủ từ một nước Pháp đã cạn kiệt, dẫn đầu các lực lượng binh lính Pháp kiệt quệ và mất tinh thần trong một cuộc rút quân dọc dãy núi Pyrenees trong mùa đông năm 1813-1814.
Những năm tháng chiến đấu ở Tây Ban Nha là một gánh nặng lớn đối với Grande Armée của Pháp. Trong khi người Pháp đã chiến thắng trong trận chiến, thông tin liên lạc và tiếp tế của họ đã bị kiểm tra nghiêm ngặt và các đơn vị của họ thường xuyên bị cô lập, quấy rối hoặc áp đảo bởi những người đảng chiến đấu trong một cuộc chiến tranh du kích và phục kích dữ dội. Quân đội Tây Ban Nha đã nhiều lần bị đánh bại và bị đẩy ra ngoại vi, nhưng họ lại tập hợp lại và không ngừng săn lùng quân Pháp. Sự tiêu tốn tài nguyên này của Pháp đã khiến Napoleon, người vô tình kích động một cuộc chiến tranh tổng lực, gọi cuộc xung đột là "Vết loét Tây Ban Nha".  
Chiến tranh và cách mạng chống lại sự chiếm đóng của Napoléon đã dẫn đến việc thành lập Hiến pháp Tây Ban Nha năm 1812, sau này là nền tảng của chủ nghĩa tự do châu Âu.  Gánh nặng chiến tranh đã phá hủy kết cấu kinh tế và xã hội của Bồ Đào Nha và Tây Ban Nha, và mở ra một kỷ nguyên hỗn loạn xã hội, bất ổn chính trị và đình trệ kinh tế. Phá hủy các cuộc nội chiến giữa các phe phái tự do và tuyệt đối, được lãnh đạo bởi các sĩ quan được đào tạo trong Chiến tranh Bán đảo, vẫn tồn tại ở Iberia cho đến năm 1850. Các cuộc khủng hoảng tích tụ và sự gián đoạn của cuộc xâm lược, cách mạng và khôi phục đã dẫn đến sự độc lập của hầu hết các thuộc địa Mỹ của Tây Ban Nha và sự độc lập của Brazil khỏi Bồ Đào Nha.

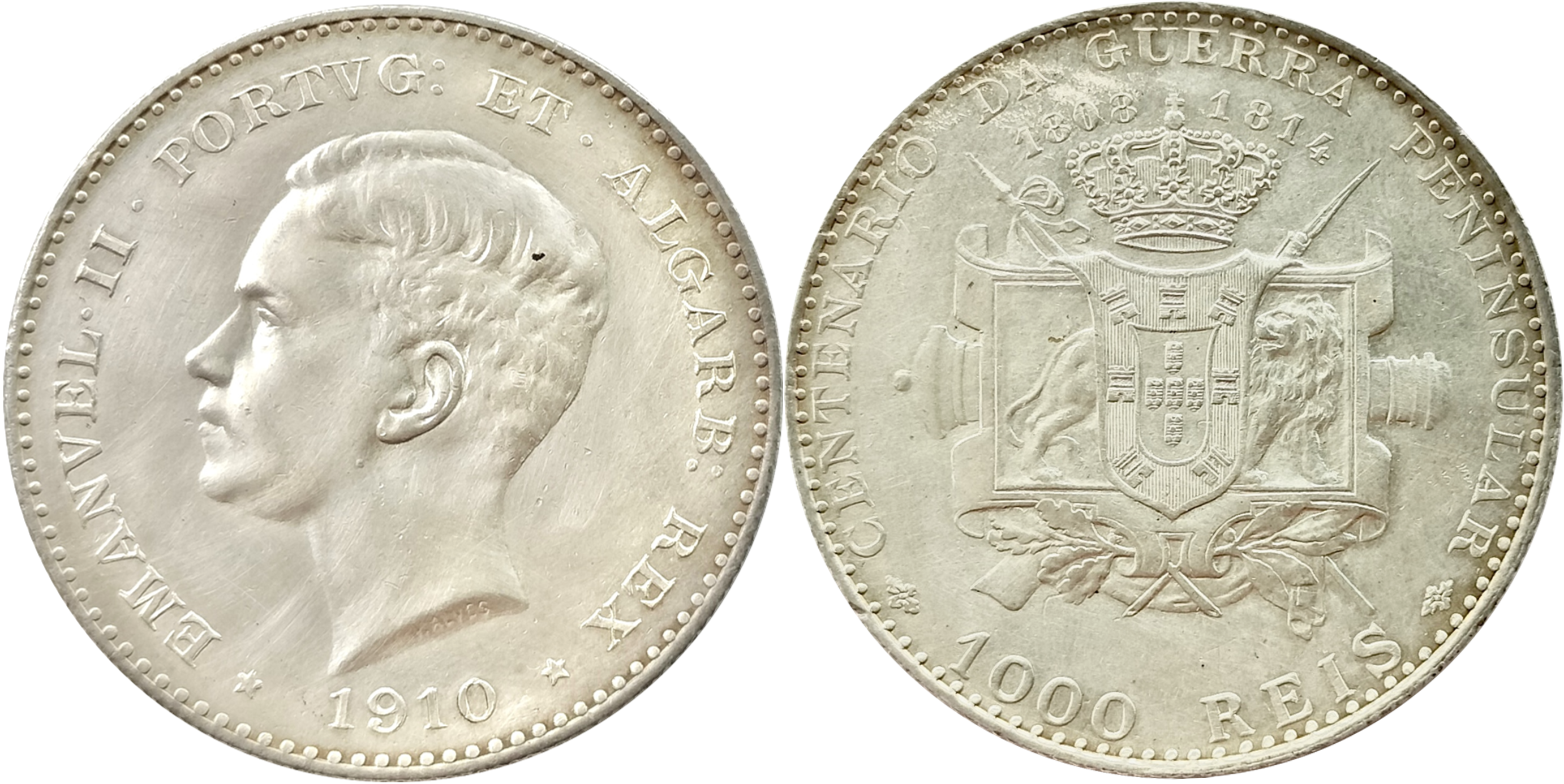
Xu bạc: 1000 reis Manuel II của Bồ Đào Nha đúc năm 1910, kỷ niệm Chiến tranh Bán đảo